# Monte Back
El monte Back (en inglés: Mount Back) es un pico rocoso de 650 m s. n. m. ubicado a unos 3 kilómetros al sur de la bahía Doris en la isla San Pedro del archipiélago de las Georgias del Sur, en el océano Atlántico Sur, cuya soberanía está en disputa entre el Reino Unido el cual las administra como «Territorio Británico de Ultramar de las islas Georgias del Sur y Sandwich del Sur», y la República Argentina que las integra al Departamento Islas del Atlántico Sur, dentro de la Provincia de Tierra del Fuego, Antártida e Islas del Atlántico Sur. Fue nombrado por el Comité Antártico de Lugares Geográficos del Reino Unido por Anthony H. Back, miembro de la Real Fuerza Aérea británica, que fue topógrafo asistente con los expedición británica de 1964 y 1965, que colaboró en la encuesta de este pico.